# Frogmore (Hart)
Frogmore – wieś w Anglii, w hrabstwie Hampshire, w dystrykcie Hart. Leży 51 km na północny wschód od miasta Winchester i 51 km na zachód od Londynu. W 2001 miejscowość liczyła 9665 mieszkańców.